# Rohuküla
Rohuküla – wieś w Estonii, w prowincji Läänemaa, w gminie Ridala. Populacja wynosi 51 osób (2011).